# Raiganj
Raiganj ist eine Stadt im indischen Bundesstaat Westbengalen.
Die Stadt ist Hauptort des Distrikt Uttar Dinajpur. Raiganj hat den Status einer Municipality. Die Stadt ist in 26 Wards gegliedert.

## Demografie
Die Einwohnerzahl der Stadt liegt laut der Volkszählung von 2011 bei 183.612 und die der Metropolregion bei 199.690. Raiganj hat ein Geschlechterverhältnis von 905 Frauen pro 1000 Männer und damit einen für Indien üblichen Männerüberschuss. Die Alphabetisierungsrate lag bei 81,7 % im Jahr 2011. Knapp 97 % der Bevölkerung sind Hindus, ca. 2 % sind Muslime und ca. 1 % gehören einer anderen oder keiner Religion an. 8,9 % der Bevölkerung sind Kinder unter 6 Jahren.
Bengali ist die Hauptsprache in und um die Stadt.

## Infrastruktur
Der Bahnhof von Raiganj liegt an der Nebenstrecke Barsoi-Radhikapur. Die Stadt ist seit 1896 mit dem nationalen Schienennetz verbunden. Die Stadt ist auch über eine nationale Schnellstraße mit Kolkata verbunden.

## Bildung
Die Raiganj University ist eine öffentliche Universität. Sie wurde im August 2015 eine Universität. Früher war es eine College, welches der University of North Bengal angegliedert war.

## Galerie

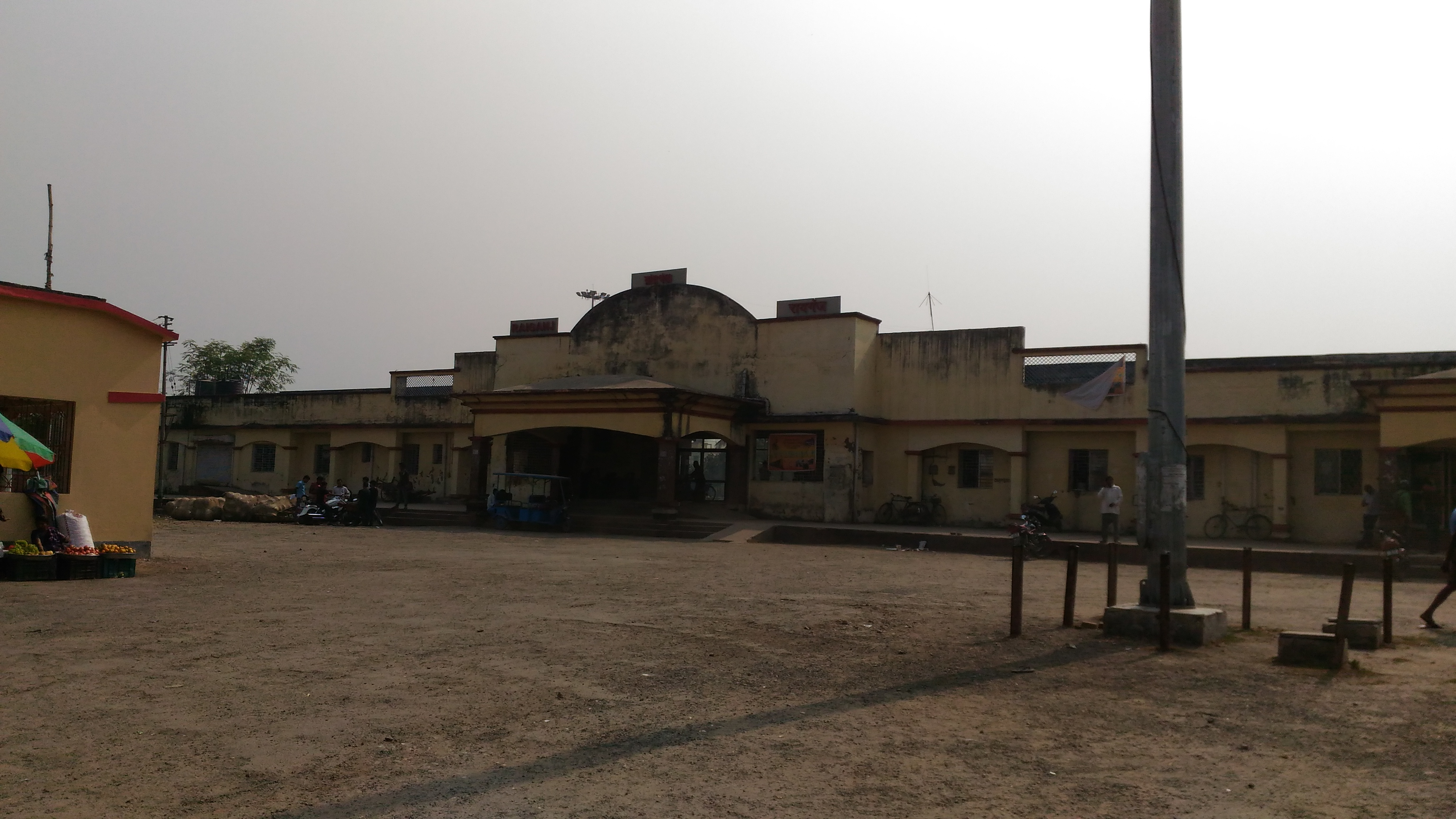
Bahnhof
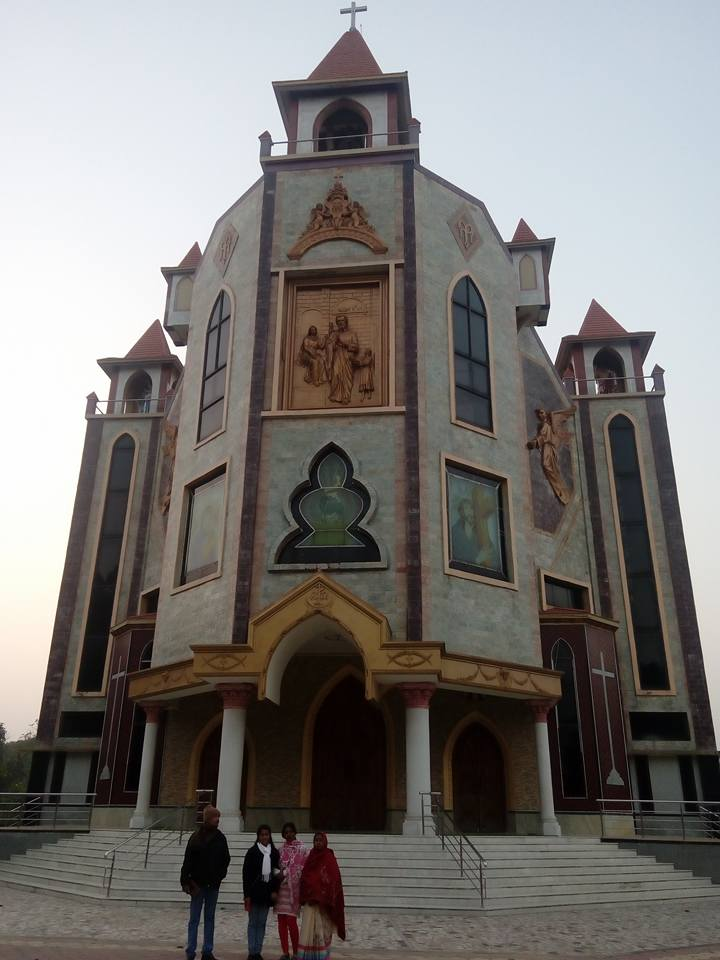
Kirche
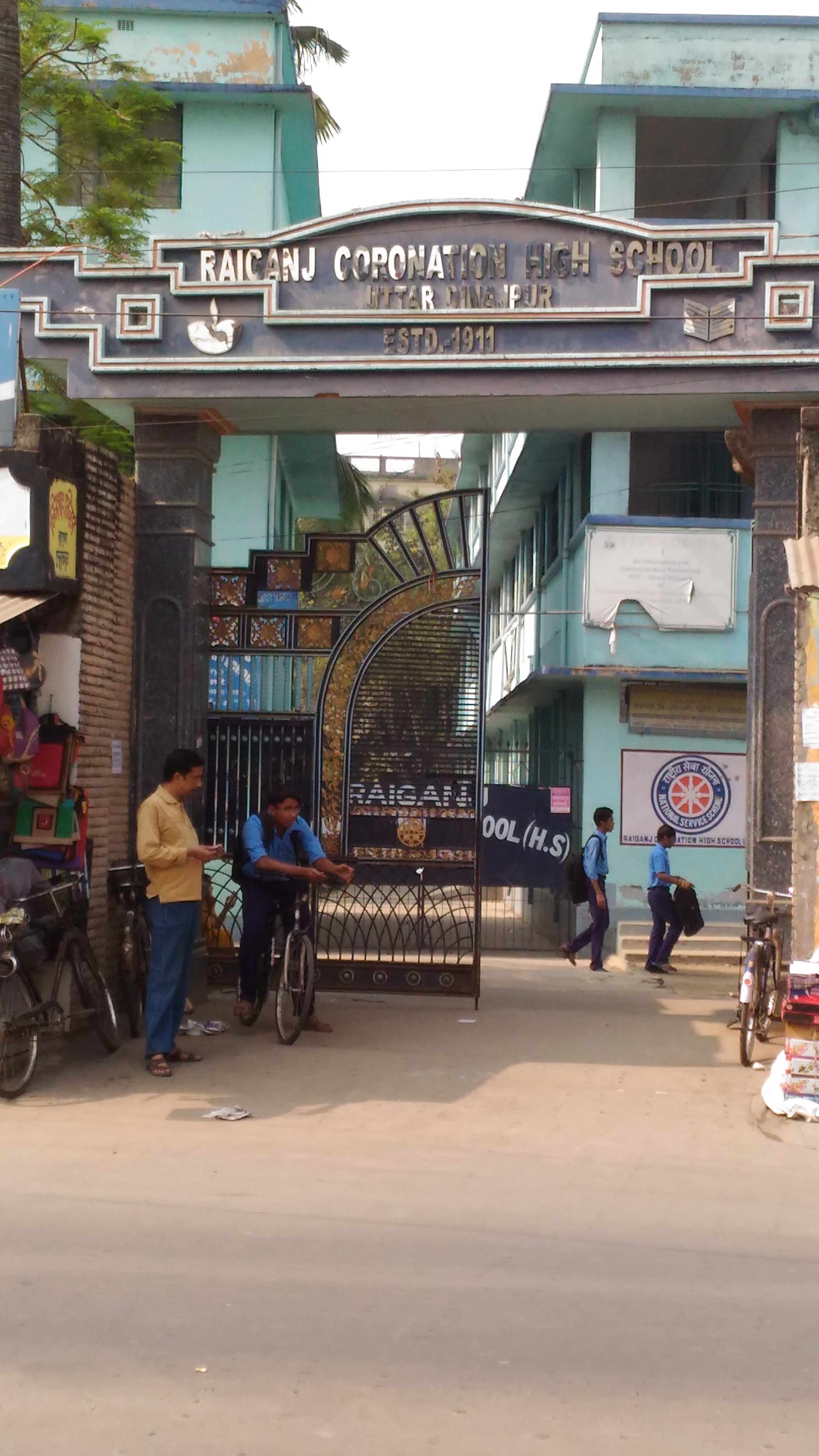
Schule
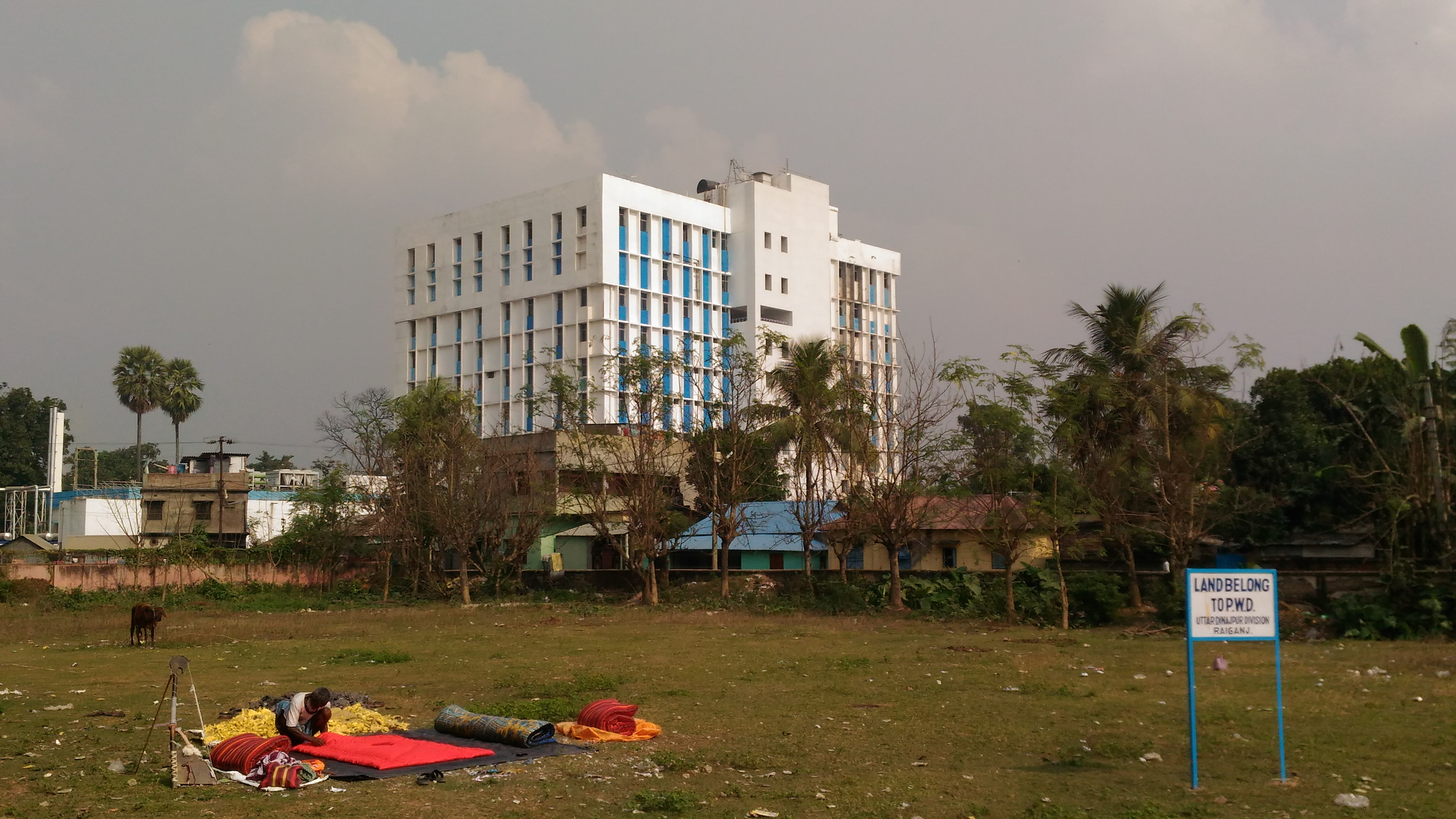
Krankenhaus
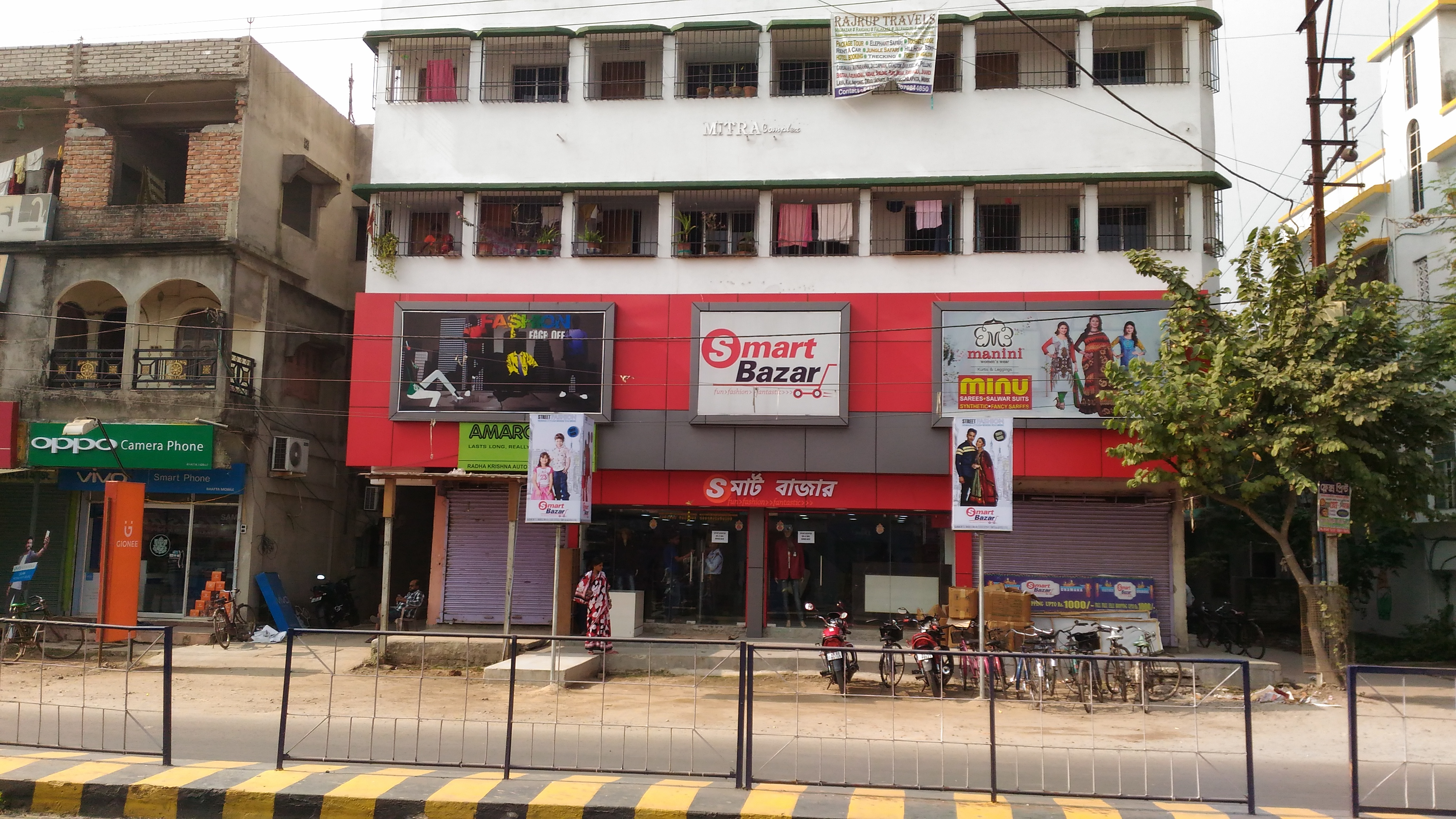
Läden
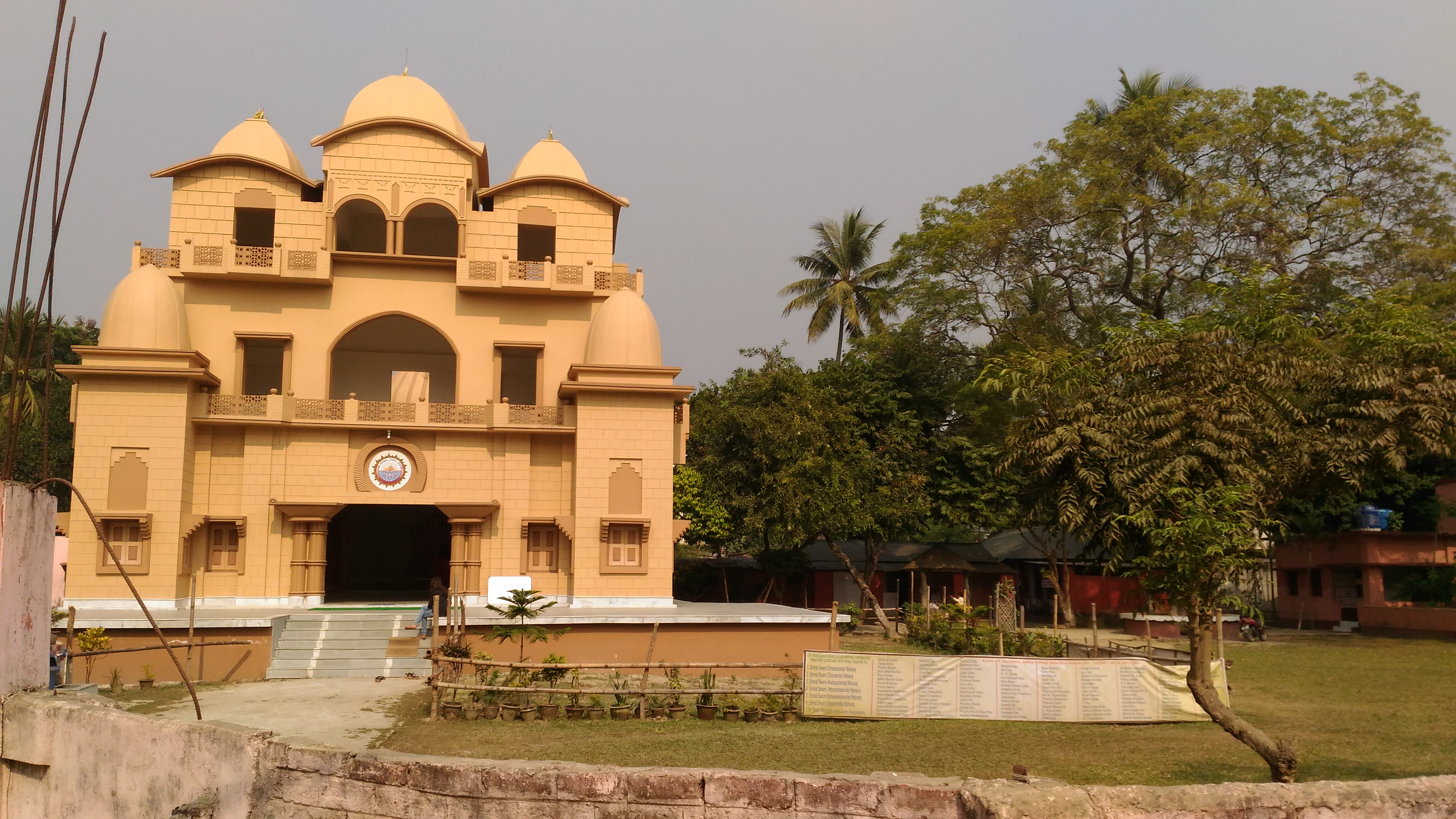
Tempel